# Station Prochowice Śląskie
Station Prochowice Śląskie was een spoorwegstation in de Poolse plaats Prochowice.